# Nordstrand, Oslo

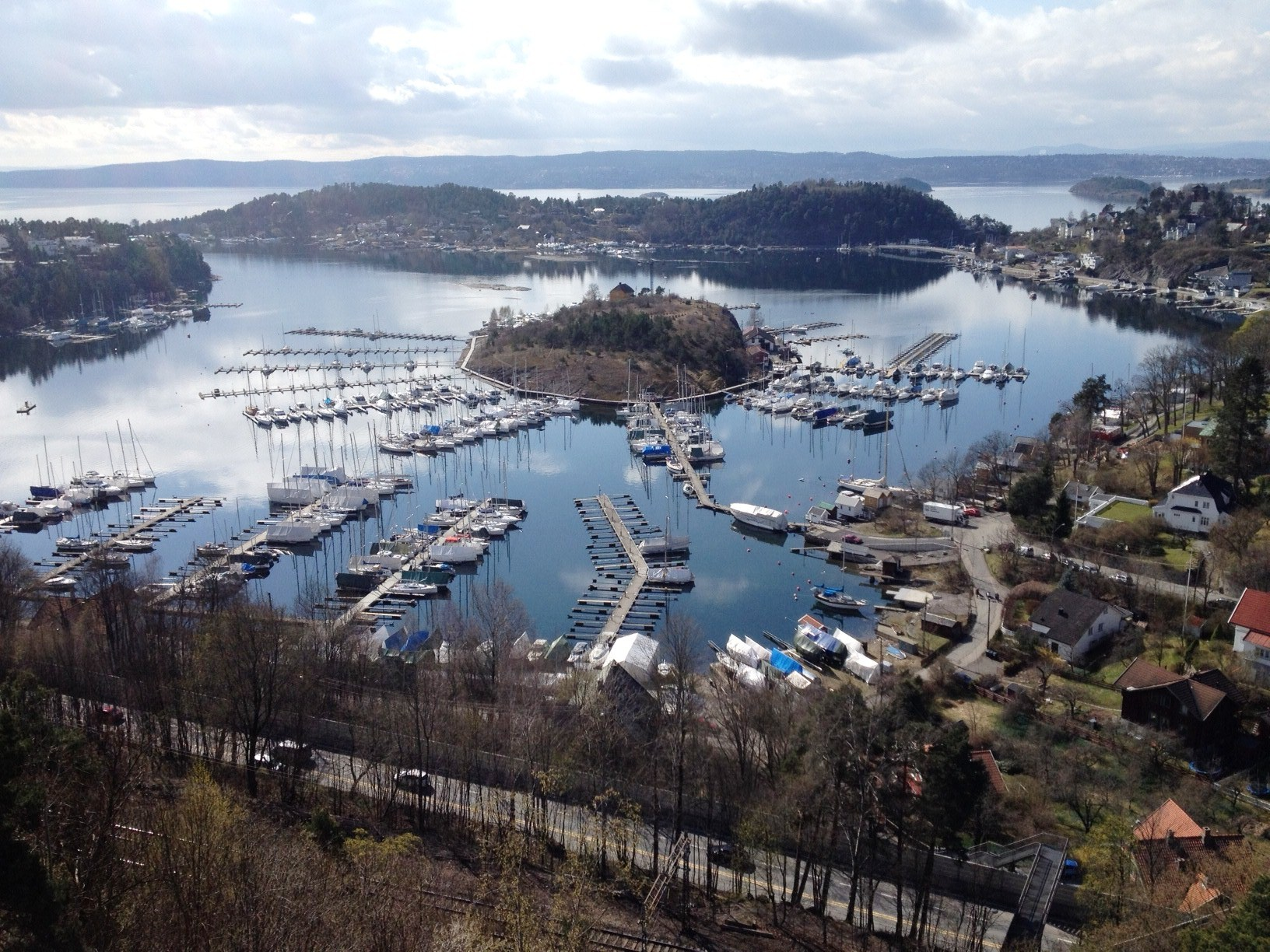

Nordstrand är en administrativ stadsdel (bydel) i sydöstra delen av Oslo kommun med 52 459 invånare (2020). Den tillkom i sin nuvarande form vid Bydelsreformen 2004 genom sammanslagning av flera mindre stadsdelar.

## Områden (strøk) i Nordstrand
- Ekeberg
- Bekkelaget
- Nordstrand
- Ljan
- Simensbråten
- Brattlikollen
- Karlsrud
- Lambertseter